# 976

976(구백칠십육)은 975보다 크고 977보다 작은 자연수다.

## 수학
- 합성수로, 그 약수는 총 10개다. (1, 2, 4, 8, 16, 61, 122, 244, 488, 976)
  - 976의 진약수의 합은 946이므로, 976은 부족수다.
- 87번째 불가촉수다. 앞의 불가촉수는 966, 다음은 982이다.
- 16번째 헥사나치 수다. 앞의 헥사나치 수는 492, 다음은 1936이다.
- 16번째 십각수다. 앞의 십각수는 855, 다음은 1105다.
- 26번째 중심있는 삼각수다. 앞의 중심있는 삼각수는 901, 다음은 1054다.
- {\displaystyle 976=16\times 61}
  - {\displaystyle ab\times ba}의 꼴로 나타낼 수 있는 수열의 16번째 수다. 이 수열의 앞의 수는 765, 다음 수는 1207이다. (OEIS의 수열 A061205)
  - {\displaystyle ab\times ba}의 꼴로 나타낼 수 있는 수열의 61번째 수다. 이 수열의 앞의 수는 360, 다음 수는 1612이다. (OEIS의 수열 A061205)
- {\displaystyle 976=20^{2}+24^{2}}
  - 연속하는 두 개의 {\displaystyle 4n}({\displaystyle n}은 자연수)의 제곱합으로 나타낼 수 있으며, 이 성질을 지닌 앞의 수는 656, 다음 수는 1360이다.
- {\displaystyle 11^{4}-1}은 976으로 나누어떨어진다.

## 과학
- NGC 976: 양자리 방향에 있는 나선은하.

## 교통
- 976번 홋카이도도(일본어판)

## 군사
- DDH-976 문무대왕: 대한민국 해군의 충무공이순신급 구축함.
- U-976(영어판, 독일어판): 제2차 세계 대전에 사용된 나치 독일의 군용 잠수함.

## 문화유산
- 대한민국의 보물 제976호: 상지은니묘법연화경 권5~6

## 방송
- 지니 TV의 뽀요TV 채널 번호.
- B tv의 JTBC 골프 채널 번호.
- U+ TV의 SBS 필 UHD 채널 번호.
- B tv 케이블의 SBS 골프 채널 번호.

## 기타
- 연도: 976년, 기원전 976년